# 鄧振中
鄧振中（1952年7月29日—，英文名：John Chen-Chung Deng），中華民國政治人物，文官出身，臺灣外省人二代，生於宜蘭縣三星鄉，籍貫福建省三元縣，曾任行政院經貿談判辦公室總談判代表、行政院政務委員、經濟部部長、福建省政府主席、國家安全會議副秘書長、駐美國臺北經濟文化代表處副代表（外交部副大使級別）、駐世界貿易組織副代表、行政院大陸委員會副主任委員、行政院南部聯合服務中心主任等職。自2014年受到毛治國內閣重用；2016年再度被沿用，歷經林全內閣、賴清德內閣、第二次蘇貞昌內閣、陳建仁內閣結束後才卸任，主要負責督導並推動新南向產業經濟、商務貿易交流等政策。

## 事件
2018年10月29日，前民主進步黨籍臺南縣縣長蘇煥智到臺北地檢署控告民進黨臺南市市長候選人黃偉哲與前經濟部部長鄧振中等人涉嫌在台灣大創百貨核災食品案中收賄、圖利。

## 榮譽

### 中華民國勳章獎章
- 二等景星勳章（2024年5月14日於總統府頒授）[2]

## 專訪
- Anna Gawel. . Diplomatic Pouch, 2006年8月31日. （原始内容存档于2008年9月26日）.

## 外部連結
- 經濟部全球資訊網 （页面存档备份，存于）

| 中華民國政府職務 | 中華民國政府職務                                                        | 中華民國政府職務 |
| ---------------- | ----------------------------------------------------------------------- | ---------------- |
| 福建省政府       |                                                                         |                  |
| 前任： 薛琦      | 福建省政府主席 第十七任 2014年3月25日－2014年12月8日                    | 繼任： 杜紫軍    |
| 官衔             |                                                                         |                  |
| 行政院           |                                                                         |                  |
| 前任： 杜紫軍    | 經濟部部長 第三十一任 （由工商部開始起算） 2014年12月8日－2016年5月20日 | 繼任： 李世光    |